# Salmijärvi och Heinilampi
Salmijärvi och Heinilampi är en sjö i Finland. Den ligger i kommunen Pudasjärvi i landskapet Norra Österbotten, i den centrala delen av landet, 600 km norr om huvudstaden Helsingfors. Salmijärvi och Heinilampi ligger 174,2 meter över havet. Arean är 70,3 hektar och strandlinjen är 7,42 kilometer lång. Sjön  ingår i Ijo älvs huvudavrinningsområde. 